# Сорокская епархия

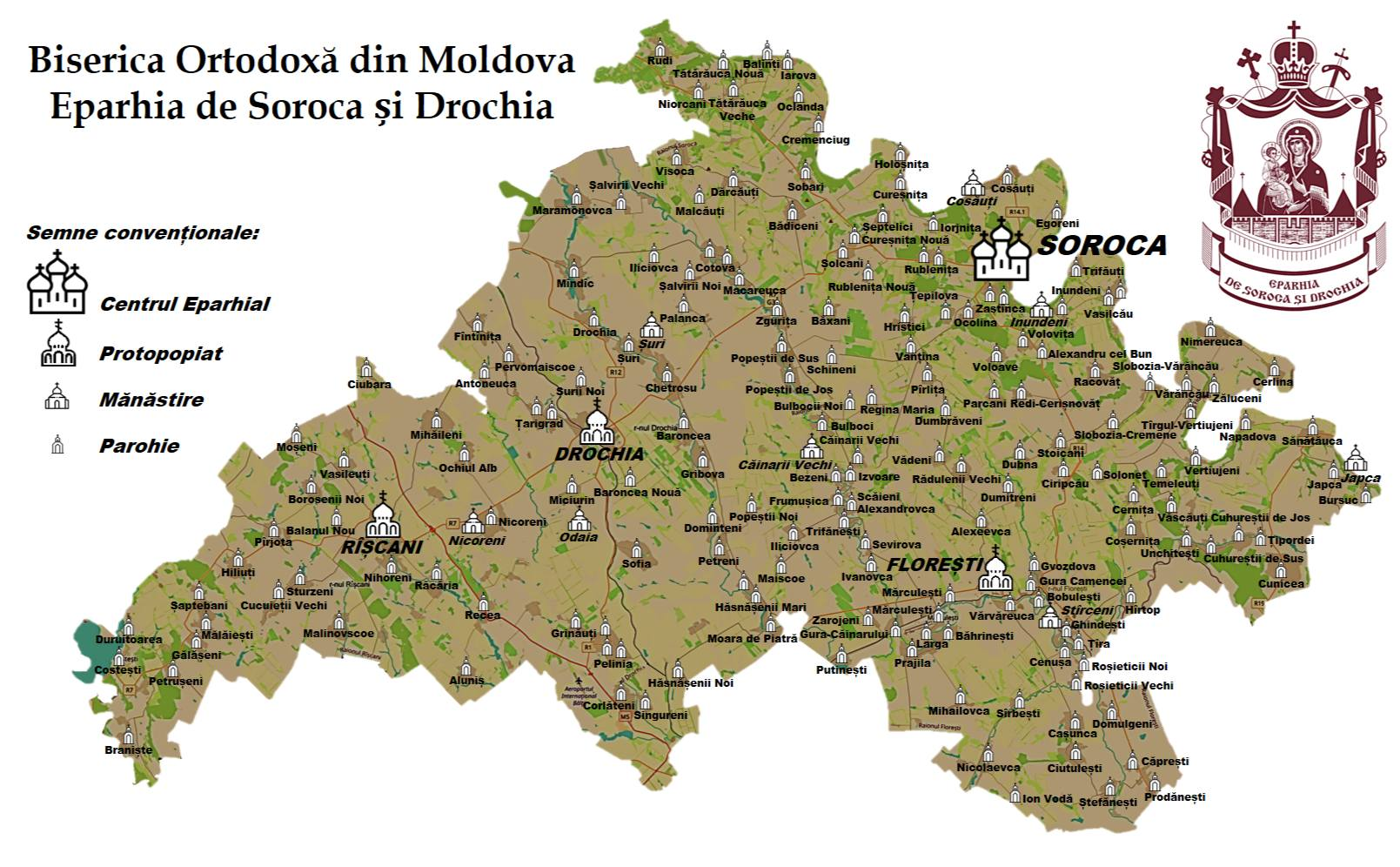

Сорокская и Дрокиевская епархия (молд. Eparhia de Soroca și Drochia) — епархия Русской православной церкви, входящая в состав Православной церкви Молдовы. Объединяет приходы и монастыри на территории Сорокского, Дрокиевского, Флорештского и Рышканского районов Республики Молдова. Кафедральный собор — Успенский.

## История
25 декабря 2014 года определением Священного Синода Русской Православной Церкви было учреждено Сорокское викариатство Кишинёвской епархии. Викарным архиереем определено быть архимандриту Иоанну (Мошнегуцу). Викариатство просуществовало до 2024 года.
23 апреля 2024 года Синод Православной Церкви Молдовы, поддержав инициативу митрополита Кишиневского и всея Молдовы Владимира об учреждении Сорокской епархии Православной Церкви Молдовы и о назначении её епархиальным архиереем епископа Сорокского Иоанна, викария Кишинёвской епархии, поручил митрополиту Владимиру направить соответствующий рапорт Патриарху Московскому и всея Руси и Священному синоду Русской православной церкви.
Священный Синод Русской Православной Церкви на заседании 30 мая 2024 г. (журнал № 52) постановил учредить Сорокскую епархию в административных границах Сорокского, Дрокиевского, Флорештского и Рышканского р-нов, выделив ее из состава Кишиневской епархии.
Епархиальному архиерею Сорокской епархии определено иметь титул «Сорокский и Дрокиевский». Преосвященным Сорокским и Дрокиевским назначен Преосвященный Сорокский Иоанн с освобождением его от должности викария Кишиневской епархии.
25 июня 2024 г. состоялось официальное открытие Сорокской епархии, а также первое заседание Епархиального Собрания, которые возглавил предстоятель Православной церкви Молдовы, митрополит Кишиневский и всея Молдовы Владимир (Кантарян).

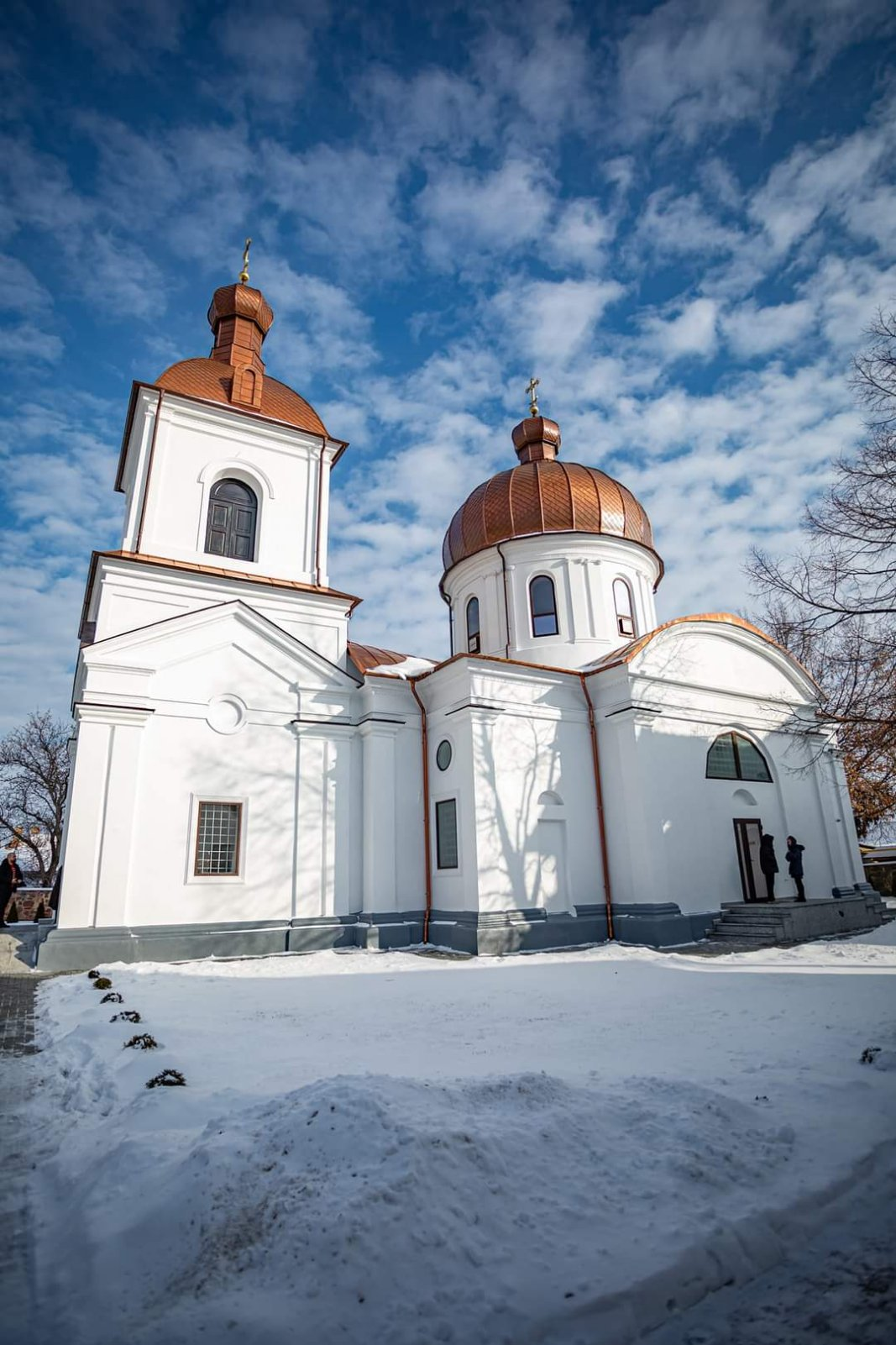
Успенский кафедральный собор г. Сороки

## Архиереи
Сорокское викариатство Кишинёвской епархии
- Иоанн (Мошнегуцу), епископ Сорокский (8 марта 2015 — 30 мая 2024)

Сорокская епархия
- Иоанн (Мошнегуцу), епископ Сорокский и Дрокиевский (с 30 мая 2024)

## Современное состояние
- Кафедральный город — Сороки.
- Кафедральный собор — Успенский кафедральный собор в Сороках
- Правящий архиерей — епископ Иоанн (Мошнегуцу)
- Секретарь епархии — протоиерей Николай Кравец

На 2024 год в епархии числилось:
- приходов — 186
- монастырей — 8 (3 муж., 5 жен.)
- штатных священников — 182, штатных диаконов — 4
- монашествующих в сане — 25

## Благочиния
| Благочиние  | Благочинный               | Главный храм                              |
| ----------- | ------------------------- | ----------------------------------------- |
| Сорокское   | протоиерей Николай Кравец | св. вмч. Димитрия Солунского в Сороках    |
| Дрокиевское | протоиерей Павел Вулуцэ   | Успенский собор в Дрокии                  |
| Флорештское | протоиерей Иоанн Зымбряну | свт. Митрофана Воронежского во Флорештах  |
| Рышканское  | протоиерей Феодор Домница | Рождества Пресвятой Богородицы в Нихорень |

## Монастыри

### мужские:
- Свято-Ильинский

Дрокиевский район, с. Никоряны
настоятель — архимандрит Власий (Ушурелу)
- Свято-Архангельский

Флорештский район, с. Стырчены
настоятель — архимандрит Паисий (Тамазлыкару)
- Скорбященский

Сорокский район, с. Инундены
настоятель — архимандрит Сергий (Бензарь)

### женские:
- Свято-Вознесенский

Флорештский район, с. Жапка
настоятельница — игумения Параскева (Гушан)
- Иоанно-Златоустовский

Дрокиевский район, с. Шуры
настоятельница — игумения Васса (Балан)
- Покровский

Сорокский район, с. Косэуцы
духовник — архимандрит Иероним (Палий)
- Иоакимо-Аннинский

Дрокиевский район, с. Мичурин
духовник — архимандрит Савватий (Квасный)
- Святых мучениц Веры, Надежды, Любови и матери их Софии

Сорокский район, с. Старые Кэинары
духовник — архимандрит Херувим (Бортэ)